# Alexandra Ovchinnikova
Alexandra Yakovlevna Ovchinnikova (às vezes soletrado Aleksandra) (russo: Александра Яковлевна Овчинникова) (1914-2009), uma Yakut nativa, foi presidente da República Soviética Socialista Yakut Autónoma. Filha de criadores de gado analfabetos a oeste de Yakutsk no norte da Sibéria, tornou-se engenheira rodoviária. Ovchinnikova foi nomeada presidente da Yakutia, uma posição essencialmente cerimonial, em 1963, posição que deteve até 1979. 
A sua sucessora foi Yevdokiya Nikolayevna Gorokhova. Ela morreu aos 95 anos em 2009.